# Delomys sublineatus
Delomys sublineatus är en däggdjursart som först beskrevs av Thomas 1903.  Delomys sublineatus ingår i släktet Delomys och familjen hamsterartade gnagare. IUCN kategoriserar arten globalt som livskraftig. Inga underarter finns listade i Catalogue of Life.
Denna gnagare förekommer i östra Brasilien. Habitatet utgörs av skogar i kulliga regioner som ligger cirka 500 meter över havet.
Jämförd med Delomys dorsalis har arten en styvare päls. Ovansidan har en mörkbrun till gråbrun färg, ofta med tydligt inslag av gul. En mörk längsgående strimma på ryggens topp kan i sällsynta fall förekomma, men den är kortare än hos Delomys dorsalis. Typiskt är en gul linje som skiljer ovansidans päls från undersidans ljusare päls. Bakfötternas ovansida är täckt av vita hår. Arten har en diploid kromosomuppsättning med 72 kromosomer (2n=72).
Två exemplar var 14 respektive 12 cm långa (huvud och bål), hade en 11 respektive 12 cm lång svans och cirka 2 cm stora öron.